# Ривервју (Флорида)
Ривервју (енгл. Riverview) насељено је место без административног статуса у америчкој савезној држави Флорида.

## Демографија
По попису из 2010. године број становника је 71.050, што је 59.015 (490,4%) становника више него 2000. године.
| Група             | 2000.         | 2010.          |
| Белци             | 9.562 (79,5%) | 40.332 (56,8%) |
| Афроамериканци    | 1.002 (8,3%)  | 12.064 (17,0%) |
| Азијати           | 160 (1,3%)    | 2.203 (3,1%)   |
| Хиспаноамериканци | 1.085 (9,0%)  | 14.946 (21,0%) |
| Укупно            | 12.035        | 71.050         |